# Hopea parviflora
Hopea parviflora är en tvåhjärtbladig växtart som beskrevs av Richard Henry Beddome. Hopea parviflora ingår i släktet Hopea och familjen Dipterocarpaceae. Inga underarter finns listade i Catalogue of Life.

## Bildgalleri

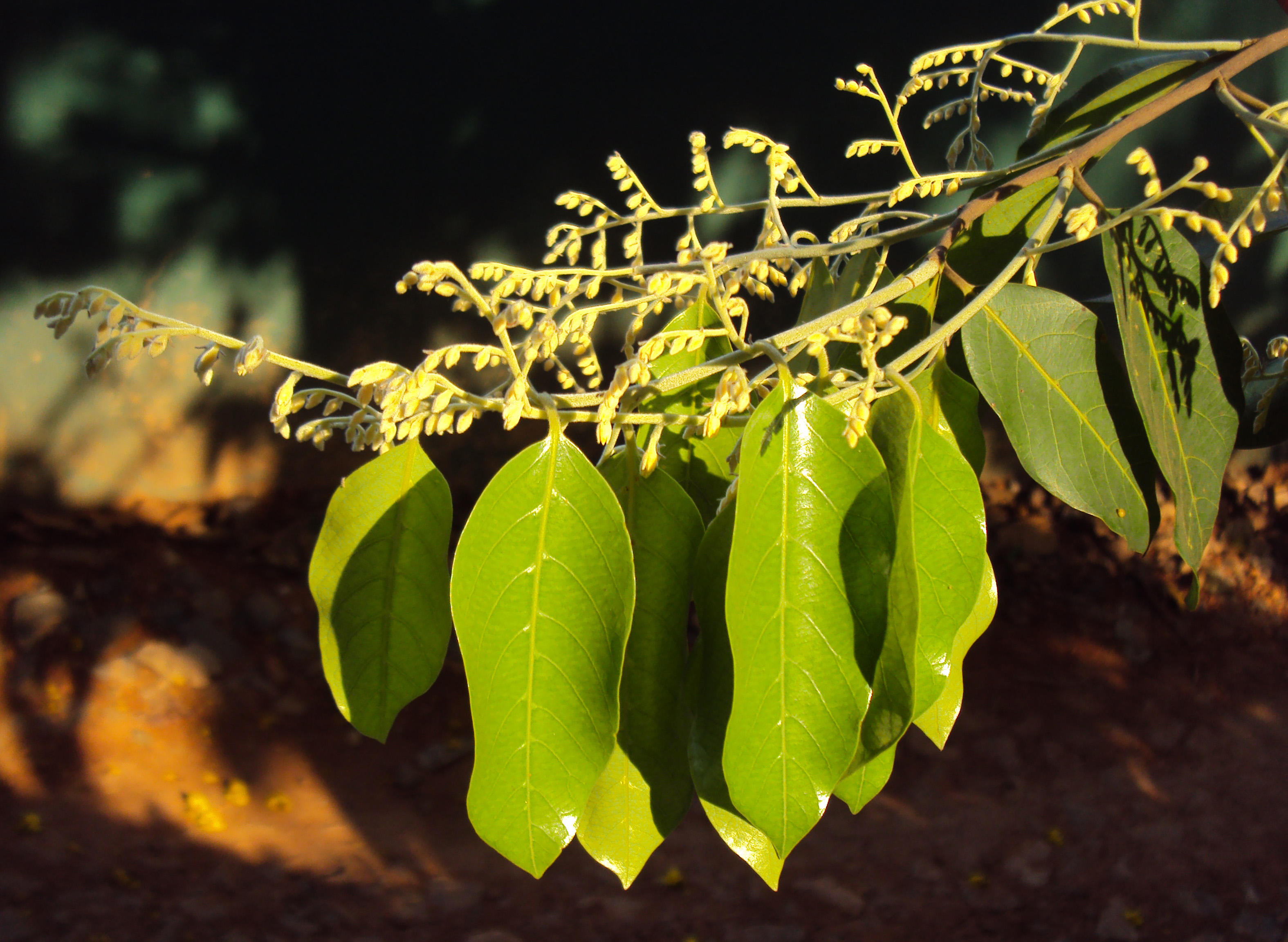
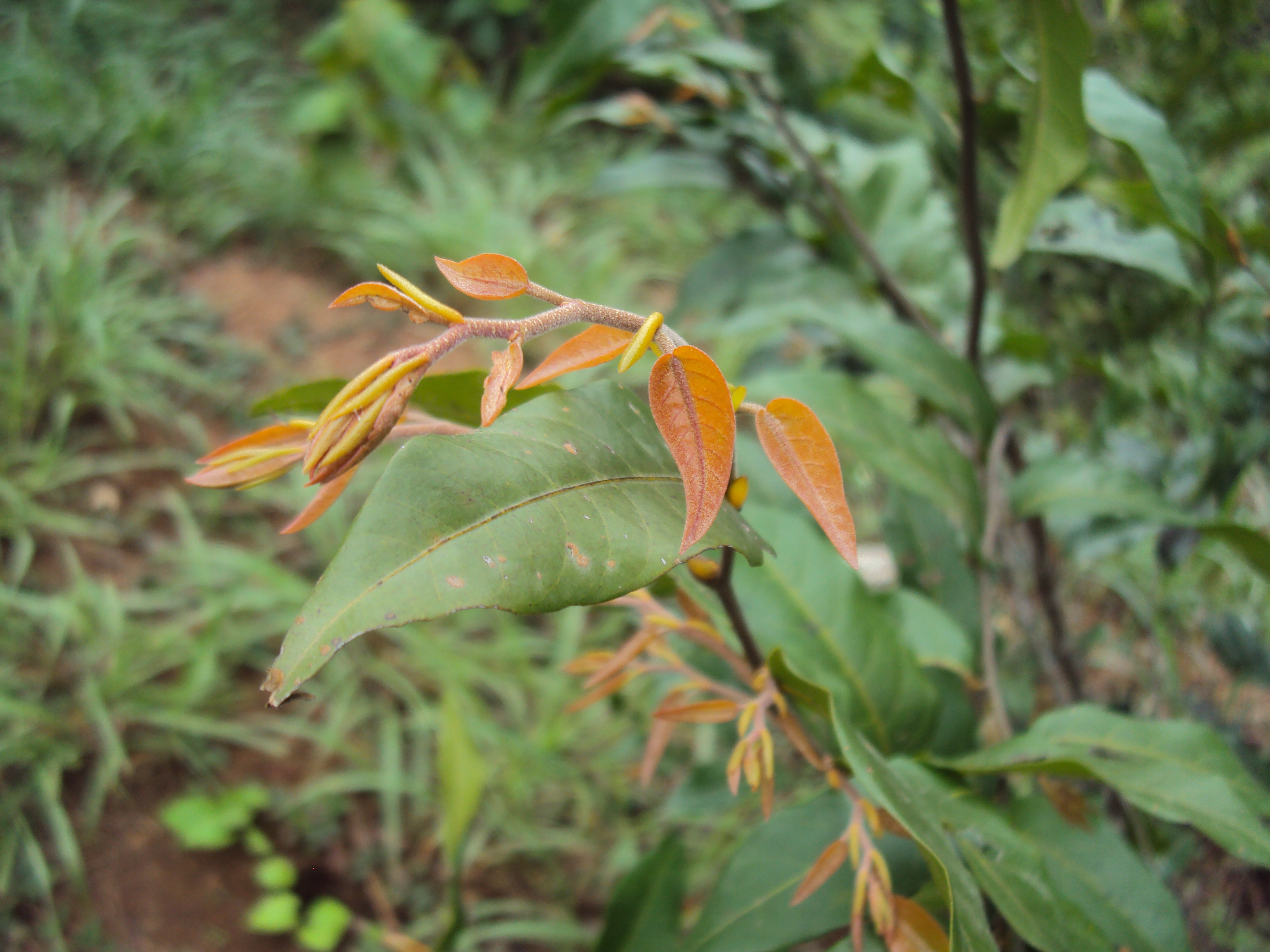
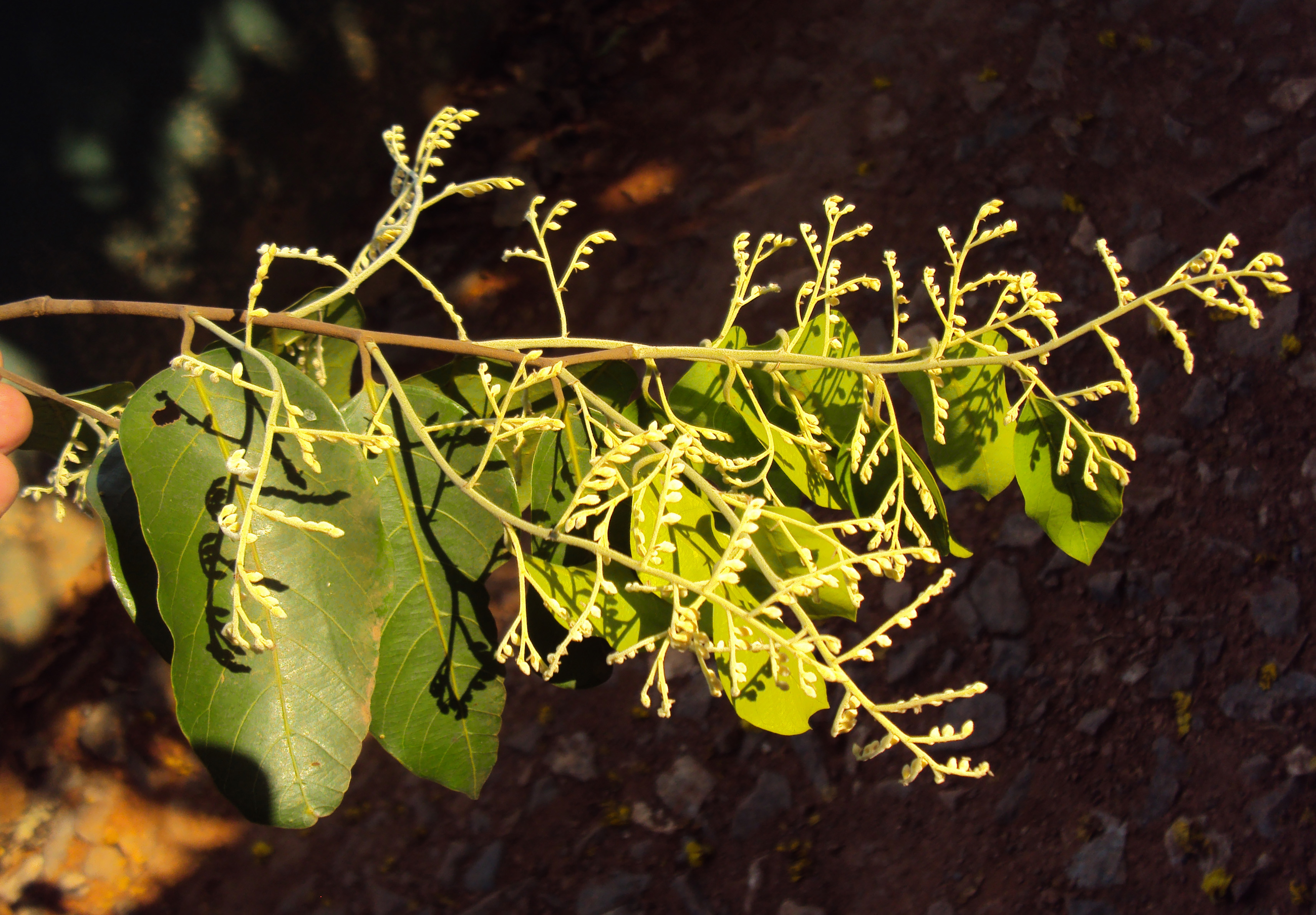
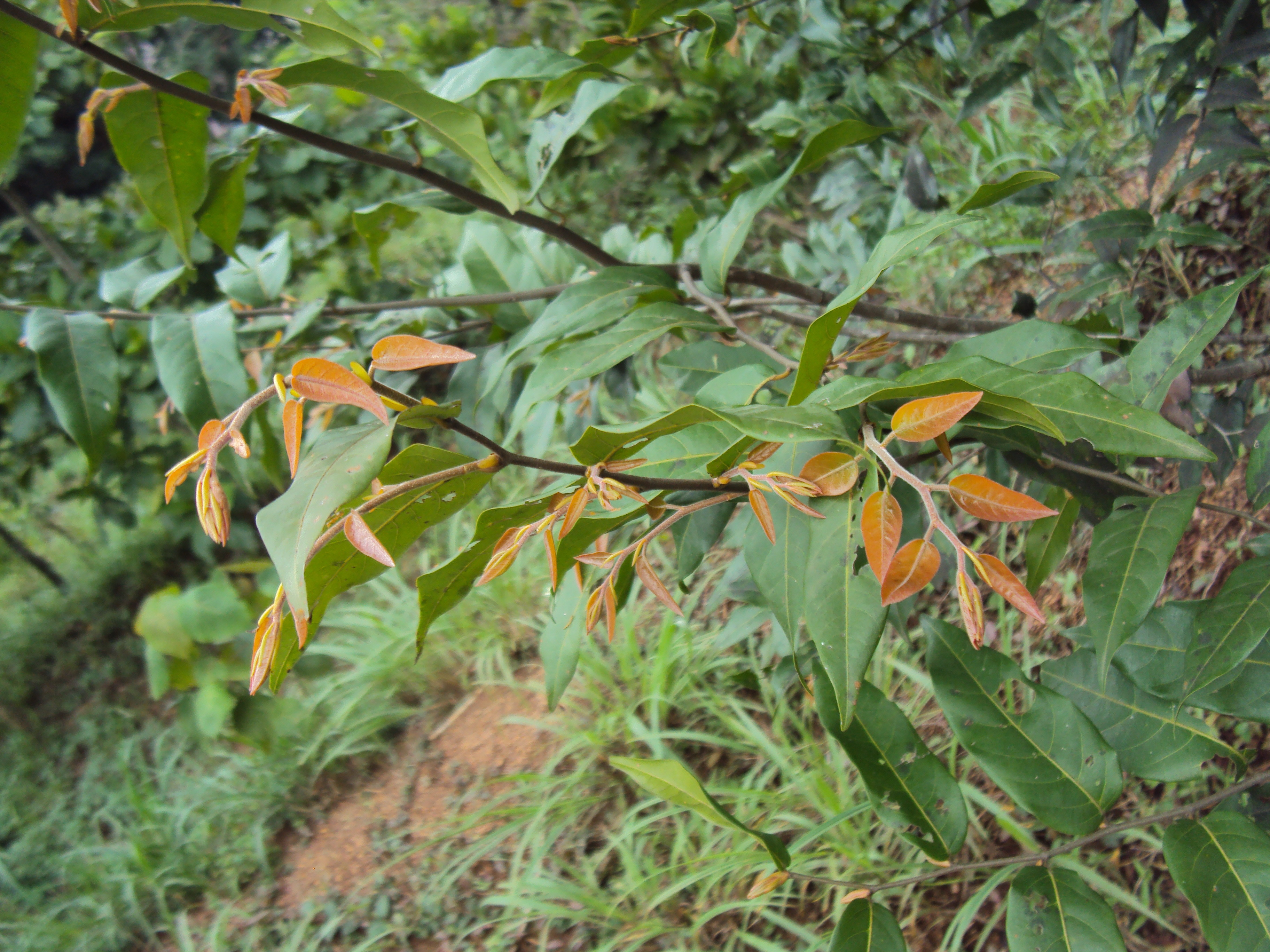